# Diari di Mussolini

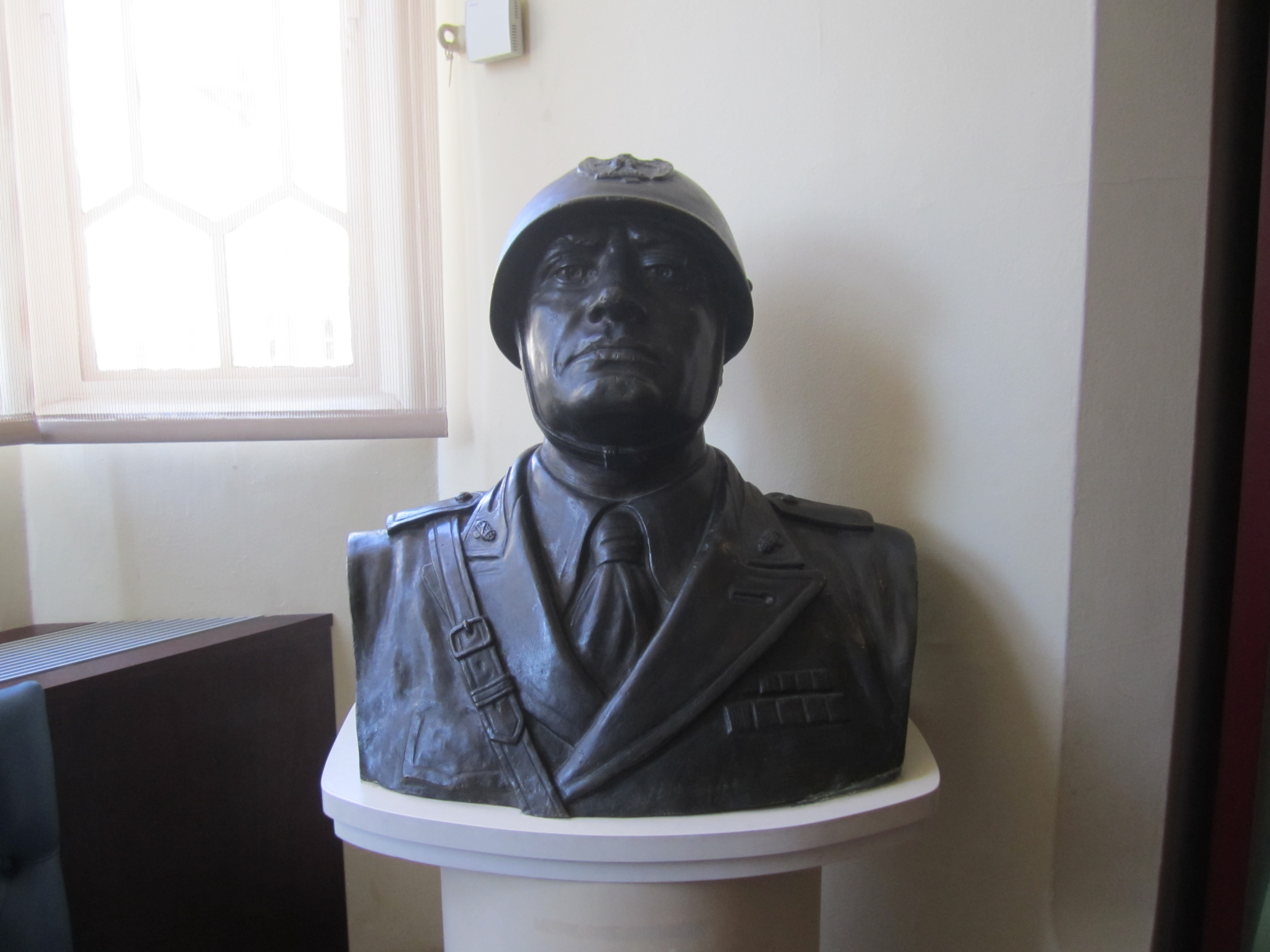
Busto di Benito Mussolini alla Torre di Londra.

I diari di Mussolini furono due insiemi di documenti falsi creati sfruttando le testimonianze storiche che riportano l'uso di Mussolini di possedere un diario.

## Descrizione
Nella realtà, come raccontò il figlio del Duce, Vittorio, egli aveva venti agende ove riportò tutti gli avvenimenti e i sentimenti che provò nel corso degli anni 1922-1942. Dopo che il Duce incaricò il figlio di portarle al sicuro, esse furono portate dapprima nell'ambasciata giapponese di Berna. Dopo lo scoppio della bomba atomica a Hiroshima, si comprese che l'ambasciata giapponese non era più sicura e, dunque, tramite un sacerdote, amico di Vittorio Mussolini, furono portate in una parrocchia cattolica svizzera. Molti mesi dopo, quando la situazione in Italia si stabilizzò, Vittorio decise di riprendere i diari, ma il parroco raccontò che un uomo, con un documento firmato dalla moglie di Mussolini (la firma si scoprì che fu falsificata) chiedeva di riavere i diari. Probabilmente si trattava di una spia estera.

## Falso del 1957
Una prima falsificazione risale al 1957, quando Rosa e Amalia Panvini, madre e figlia, affermarono di aver reperito trenta volumi di diari il cui materiale fu autenticato anche da Vittorio Mussolini. Sulle prime, proprio l'elevato numero di volumi sembrò un elemento a favore dell'autenticità. A una lettura approfondita, emergevano tuttavia tutte le incongruenze. Si trattava di una composizione basata su articoli di giornale, biografie, interventi personali, come le onnipresenti osservazioni sul meteo.
L'edizione Bompiani del 2011, I diari di Mussolini - veri o presunti molto probabilmente è proprio tratta da questa falsificazione. Nella riproduzione anastatica, infatti, la data del 2 giugno riporta "Festa naz.", quindi è stata stampata sicuramente dopo il 1946 e non sarebbe stata disponibile nel 1935. Analizzando le annate seguenti, poi, il 2 giugno, quando cade di domenica, è sempre Pentecoste, solennità non riportata nell'agenda in copia anastatica nel libro. Quindi, a parte la grafia non somigliante, è logico dedurre che sia stato compilato su un'agenda del 1957.

## Falso del 2007
L'11 febbraio 2007 Marcello Dell'Utri annuncia di aver ricevuto dai figli di un partigiano deceduto (di cui si rifiuta di rivelare il nome) cinque presunti diari manoscritti da Benito Mussolini, contenenti appunti dal 1935 al 1939. Alcuni storici, quali Francesco Perfetti, inizialmente furono possibilisti, altri, come Giovanni Sabbatucci e Valerio Castronovo, si esprimono al riguardo con scetticismo. Pochi giorni più tardi, L'Espresso annuncia, in seguito ad uno studio approfondito, il palese falso dei diari dopo diversi mesi di attenti studi condotti da uno dei più autorevoli storici del fascismo, Emilio Gentile, e dal presidente dei grafologi italiani Roberto Travaglini, che constatarono macroscopiche discrepanze storiche e una grafia non riconducibile a Mussolini.
È stato fatto notare che questi diari non erano una novità: per la prima volta essi comparvero nel 1980, offerti in vendita al Times di Londra, che li sottopose all'analisi di alcuni esperti e che, alla fine, li rifiutò. Nei primi anni novanta i diari vennero proposti alla casa d'aste Sotheby's, che ne certificò la falsità; nel 1992 si tentò di venderli all'editore Carlo Feltrinelli, che, dopo averli fatti visionare da esperti, rispedì al mittente i volumi; nel 2004, infine, essi vennero proposti a L'Espresso, che fece effettuare l'analisi ai due esperti sopra citati e, appuratane la falsità, rifiutò l'acquisto.
Nel 2007 i diari furono comprati da Marcello Dell'Utri, il quale, nonostante l'opinione contraria di tutti gli storici e gli esperti in materia grafologica, continuava a sostenerne l'autenticità. Il 27 maggio 2010 Silvio Berlusconi, intervenendo a un vertice dell'OCSE, citò un passo di questi diari presentandoli come attendibili:
Quella di Dell'Utri si trattava in realtà di un'operazione spregiudicata, che, sulla base del falso diario, intendeva accreditare al dittatore un "volto umano", pacifista, critico di Hitler, contrario alle leggi antiebraiche. I diari, rifiutati dalla maggior parte degli editori, furono editi da Bompiani. La direttrice editoriale Elisabetta Sgarbi li pubblicò con la dicitura "veri o presunti", definizione discutibile, dato che si trattava di falsi conclamati.
Nel marzo 2011 i diari furono distribuiti gratuitamente dal quotidiano Libero in trenta fascicoli allegati. Sempre nel 2011 lo storico esperto di carte d'archivio Mimmo Franzinelli pubblicò con Bollati Boringhieri il libro Autopsia di un falso: i diari di Mussolini e la manipolazione della storia.
In questo saggio vengono rigorosamente analizzati punto per punto i "presunti diari", mettendo in evidenza le numerose incongruenze, gli anacronismi e gli errori macroscopici che ne caratterizzano il contenuto, e si dimostra ulteriormente e analiticamente la loro assoluta inverosimiglianza.